# II. třída okresu Olomouc 2003/2004
V soubojích fotbalové II. třídy okresu Olomouc 2003/2004, jedné ze skupin 8. nejvyšší fotbalové soutěže, se utkalo 14 týmů dvoukolovým systémem podzim – jaro. Tento ročník skončil v červnu 2004. Postup do I. B třídy Olomouckého kraje 2004/2005 si zajistil vítězný tým SK Chválkovice, sestoupily poslední dva týmy TJ Sokol Náklo a TJ Sokol Drahonovice. Tým FK Nové Sady „B“ se do dalšího ročníku nepřihlásil.

## Výsledná tabulka
| Poř. | Tým                    | Z  | V  | R | P  | VG | OG | B  |
| ---- | ---------------------- | -- | -- | - | -- | -- | -- | -- |
| 1.   | SK Chválkovice         | 26 | 17 | 6 | 3  | 84 | 32 | 57 |
| 2.   | FK Slavonín            | 26 | 15 | 8 | 3  | 57 | 24 | 53 |
| 3.   | FC Drahlov             | 26 | 17 | 2 | 7  | 68 | 44 | 53 |
| 4.   | SK Paseka              | 26 | 13 | 9 | 4  | 59 | 34 | 48 |
| 5.   | TJ Sokol Střelice      | 26 | 11 | 5 | 10 | 31 | 29 | 38 |
| 6.   | FK Velká Bystřice      | 26 | 10 | 8 | 8  | 39 | 41 | 38 |
| 7.   | TJ Blatec              | 26 | 9  | 7 | 10 | 40 | 47 | 34 |
| 8.   | TJ Sokol Dlouhá Loučka | 26 | 10 | 4 | 12 | 36 | 52 | 34 |
| 9.   | TJ Sokol Nová Hradečná | 26 | 8  | 5 | 13 | 34 | 50 | 29 |
| 10.  | SK Štarnov             | 26 | 6  | 9 | 11 | 33 | 45 | 27 |
| 11.  | TJ Sokol Velký Týnec   | 26 | 7  | 6 | 13 | 36 | 52 | 27 |
| 12.  | FK Nové Sady „B“       | 26 | 7  | 8 | 14 | 33 | 52 | 26 |
| 13.  | TJ Sokol Náklo         | 26 | 6  | 7 | 13 | 50 | 64 | 25 |
| 14.  | TJ Sokol Drahonovice   | 26 | 4  | 3 | 19 | 25 | 59 | 15 |

Poznámky:
- Z = Odehrané zápasy; V = Vítězství; R = Remízy; P = Prohry; VG = Vstřelené góly; OG = Obdržené góly; B = Body; (S) = Mužstvo sestoupivší z vyšší soutěže; (N) = Mužstvo postoupivší z nižší soutěže (nováček)

|  | Postup do I. B třídy Olomouckého kraje 2004/2005 |
|  | Postup do III. třídy okresu Olomouc 2004/2005    |